# محافظة النعيرية
محافظة النعيرية هي محافظة سعودية تقع في بداية وادي المياه، الذي يمتد جنوبًا إلى مدينة عريعرة، وهي تتبع إدارياً المنطقة الشرقية.

## السكان
بلغ عدد سكان محافظة النعيرية (63,815) نسمة حسب تعداد السعودية 2022، عدد السعوديين (38,858) نسمة، وعدد غير السعوديين (24,957) نسمة.